# Sant Salvador d'Arles
Sant Salvador d'Arles era l'antiga església parroquial de la part forana de la vila d'Arles, de la comuna del mateix nom, a la comarca del Vallespir, de la Catalunya del Nord.
Està situada a l'extrem nord del nucli urbà de la vila d'Arles, al carrer de Sant Salvador, número 5.

## Història
El capellà de Sant Salvador d'Arles és citat en l'acta de consagració de Sant Esteve d'Arles, del 1159, entre els assistents a la consagració. No devia tenir en aquell moment el caràcter de parroquial, atès que no apareix en les confrontacions de territoris parroquials. Era una dependència de Santa Maria d'Arles, amb unes rendes inferiors a les altres església de la vila, pel que consta en les contribucions eclesials de l'època.
Aquesta església, originalment de principis del segle xii i reconstruïda el XVII, havia estat la parròquia dels masos del terme d'Arles, fins que passà a ser l'única parròquia de la vila. Consta com a parròquia a principis del segle xv, si no abans. A ran de la Revolució Francesa, la parròquia d'Arles passà a tenir la seva seu a l'antiga abadia de Santa Maria d'Arles, per la qual cosa Sant Esteve i Sant Salvador foren venudes a particulars. Actualment, aquesta església és la seu d'una associació privada de salvaguarda del patrimoni religiós. S'hi manté, si bé esporàdicament, el culte religiós, i és la seu de manifestacions culturals.

## L'arquitectura
De l'època romànica, pròpiament, només es conserva l'esvelt campanar, sobri, sense cap mena de decoració, com sí que presenten la major part dels campanar romànics vallespirencs. Hi ha dos finestrals geminats a cadascuna de les quatre cares del campanar, en els dos pisos més alts de la torre, que corresponen al segle xii, tot i que la resta d'elements romànics conservats remeten a l'XI. En diversos punts del temple apareixen vestigis conservats de l'església romànica: tres finestres de doble biaix al mur septentrional, fragments de murs mestres de la nau romànica per damunt de les capelles, obertes més tardanament foradant el mur romànic (s'observen sobretot per damunt de les teulades de les capelles laterals), etcètera.
La resta de l'església és una refacció del segle XIV: quatre trams de volta de creueria de la nau, principalment, amb afegitons d'època barroca, com les capelles laterals.
A l'interior de l'església es conserven diversos retaules i imatges, que conformen un bell repertori d'escultura barroca en fusta.

## El Crist d'Arles
L'any 1988, en unes obres a la casa particular de ran de l'església de Sant Salvador, va aparèixer, en part mutilada, una talla de fusta del Crist vestit. Hi falten els braços, així com la creu damunt de la qual es trobava originalment. Es conserva en una col·lecció particular. Datable a la segona meitat del segle xii, és un notable exemplar de la sèrie de Crists vestits trobats al llarg dels Pirineus.